# Yandusaure
Yandusaurus és un gènere de dinosaure representat per una sola espècie de dinosaures, ornitòpodes, hipsilofodóntis que va viure a mitjan període Juràsic, fa aproximadament 156 milions d'anys, a l'Oxfordià, en el territori que és actualment Àsia.
Se n'han trobat vestigis el 1973 a la municipalitat de Zigong, coneguda com la “capital de la sal” (yan = sal + du = capital), a la Província de Sichuan, a la Xina, en la Formació Xiashaximiao.

## Descripció
Va ser un petit corredor bípede, que tenia 5 dits a cada mà que mitjana entre 1 i 1,6 metres de llarg 70 centímetres d'alt i un pes de 7 quilograms. Hi ha una espècie coneguda, I. hongheensis, gràcies a dos esquelets gairebé complets. He i Cai (1983) i Paul (1992) van identificar en un primer moment una segona espècie, I. multidens, que després va ser assignat a Agilisaurus com A. multidens, i subsegüentment col·locada en el seu propi gènere, Hexinlusaurus.